# Rheotaxis
Rheotaxis ist die Orientierung von Lebewesen an der Strömung von Gewässern. 
Hierbei werden die positive Rheotaxis, Bewegung erfolgt gegen die Strömung, und die negative Rheotaxis, bei der die Bewegung mit der Strömung erfolgt, unterschieden. Die positive Rheotaxis findet sich deutlich häufiger. Bei vielen Organismen dient die aktive Bewegung gegen die Strömung der Kompensation von Driftverlusten, so z. B. bei Gammariden. Rheotaxis basiert bei Fischen auf dem Seitenlinienorgan, dessen Mechanorezeptoren auf die Wasserströmung reagieren.